# 希爾茲 (密歇根州)
希爾茲（英語：Shields）是位於美國密歇根州薩吉諾縣詹姆斯鎮區及托馬斯鎮區的一個普查規定居民點。

## 人口
根據2020年美國人口普查的數據，希爾茲的面積為20.81平方千米，當中陸地面積為20.40平方千米，而水域面積為0.41平方千米。當地共有人口7035人，而人口密度為每平方千米338.06人。